# Hana Pestle
Hana Gabrielle Pestle (née le 11 juillet 1989), professionnellement connue sous le mononyme Hana (stylisé en majuscules HANA), est une auteure-compositrice-interprète et productrice américaine basée à Los Angeles. D'abord remarquée pour ses compositions acoustiques sous son nom de naissance, elle a opéré un virage musical vers l'électronique et la pop après 2015.  Elle est également connue pour ses collaborations fréquentes avec l'artiste Grimes, notamment en tant que choriste et membre de son groupe sur scène.

## Biographie
Hana Pestle est née le 11 juillet 1989 à Atlanta, Géorgie d'une famille Lettone. Sa famille déménage à Salt Lake City, dans l'Utah, quand elle a 6 ans, et à Billings, dans le Montana, quand elle a 8 ans. Elle reçoit sa première guitare quand elle est en sixième comme cadeau de Noël, et environ un an plus tard, elle commence à prendre des leçons. Elle prend aussi de manière irrégulière des leçons de chant au collège et au lycée.

## Histoire
Hana Pestle commence à faire des concerts à l'âge de 14 ans. En Août 2005, une des performances en DVD d'Hana atteint les producteurs et écrivains Michael "Fish" Herring et Ben Moody. Après avoir regardé l'enregistrement, ils décident de travailler avec elle. Elle et sa famille vont à Los Angeles, Californie pour rencontrer les producteurs en Décembre 2005, et commencent à travailler sur son album en Avril 2006.
En Mai 2008, Hana réalise son premier enregistrement, la piste quatre de Hana Pestle EP. Cet album contient trois chansons originales, "These Two Hands", "Just a Phase", "Together Forever", et une reprise de Leonard Cohen, "Hallelujah".
En Septembre 2008, elle publie sa vidéo pour "These Two Hands" sur Myspace et Youtube.
En Juin 2008, elle décroche l'ouverture de Collective Soul, Live et Blues Traveler. Plus récemment, elle est partie en tournée avec Joshua Radin, Jon McLaughlin, Ingram Hill, et en 2009, Sister Hazel, Pat McGee, Ari Hest, et Boyce avenue. Le 4 juin 2009, elle a joué au Wakarusa Music and Camping Festival, un festival annuel.
Le 21 mars 2009, elle enregistre une vidéo pour sa nouvelle chanson "Need". Cette vidéo est dirigée par Norwood Cheek, et est publiée le 24 juin 2009.
Son premier album solo, This Way est mis en vente sur son site le 22 septembre 2009.

## Discographie

### Albums studio
- This Way (2009)

### EP
- Hana Pestle EP (2008)
- Live in the Studio EP (2009)

### Clips
- "These Two Hands" (2008)
- "Need" (2009)

### Autres
- Mutiny Bootleg E.P. (Ben Moody EP) - contribution vocale sur toutes les pistes, invitée dans "Everything Burns"
- All for This (Ben Moody album) - contribution vocale sur toutes les pistes